# زنجبيرين
زنجبيرين (بالإنجليزية: Zingiberene )‏ عبارة عن سيسكوتربين أحادي الحلقة حيث أن المكون المهيمن في الزيت هو الزنجبيل (نبات الزنجبيل Zingiber officinale) ،  ومن هنا حصلنا على اسمه .